# Stow Hill
Stow Hill est une communauté du borough de comté de Newport, au pays de Galles.

## Géographie
La communauté de Stow Hill correspond au centre-ville de l'agglomération de Newport, le long de la rive occidentale de l'Usk. Elle doit son nom à la colline sur laquelle est édifiée le château de Newport (en).
Elle comprend la gare, le marché couvert (en), le Riverfront Arts Centre (en) et un des campus de l'université du Sud du pays de Galles (en).

## Démographie
Au recensement de 2011, la communauté de Stow Hill comptait 4 773 habitants.

## Culture locale et patrimoine
La communauté de Stow Hill abrite 108 monuments classés, dont la cathédrale Saint-Woolo et les ruines du château de Newport (en).